# Бидинский, Александр Иосифович
Бидинский Александр Иосифович (1903—1941) — советский разведчик.

## Биография
Русский. Родился в семье служащих в 1903 году в г. Калуге. Майор (27.05.1938). В РККА с 1922. Член компартии с 1926. Окончил 2 курса Военной академии им. М. В. Фрунзе (1934—1936), Курсы иностранных языков РУ РККА (1936—1937).
По окончании курсов считался получившим «высшее специальное образование». Помощник начальника приграничного разведывательного пункта № 2 РО штаба Киевского ВО — ОВО (декабрь 1937 —июнь 1941).
Участник Великой Отечественной войны. Начальник 2-го (разведывательного) отдела и он же заместитель начальника штаба 37-го стрелкового корпуса 6-й армии Юго-Западного фронта. По одной версии попал в плен. Также есть запись о том, что он пропал без вести в августе 1941.

## Семья
Брат — Бидинский Константин Иосифович.
Жена — Бединская Вера Моисеевна.
Дети: Марина, Елена, Георгий.
Георгий Александрович — участник и инвалид Великой Отечественной войны. Награждён Орденом Отечественной войны II степени.
После войны работал прорабом Свердловского домостроительного комбината, его начальник — Борис Николаевич Ельцин.